# Le XIXe siècle

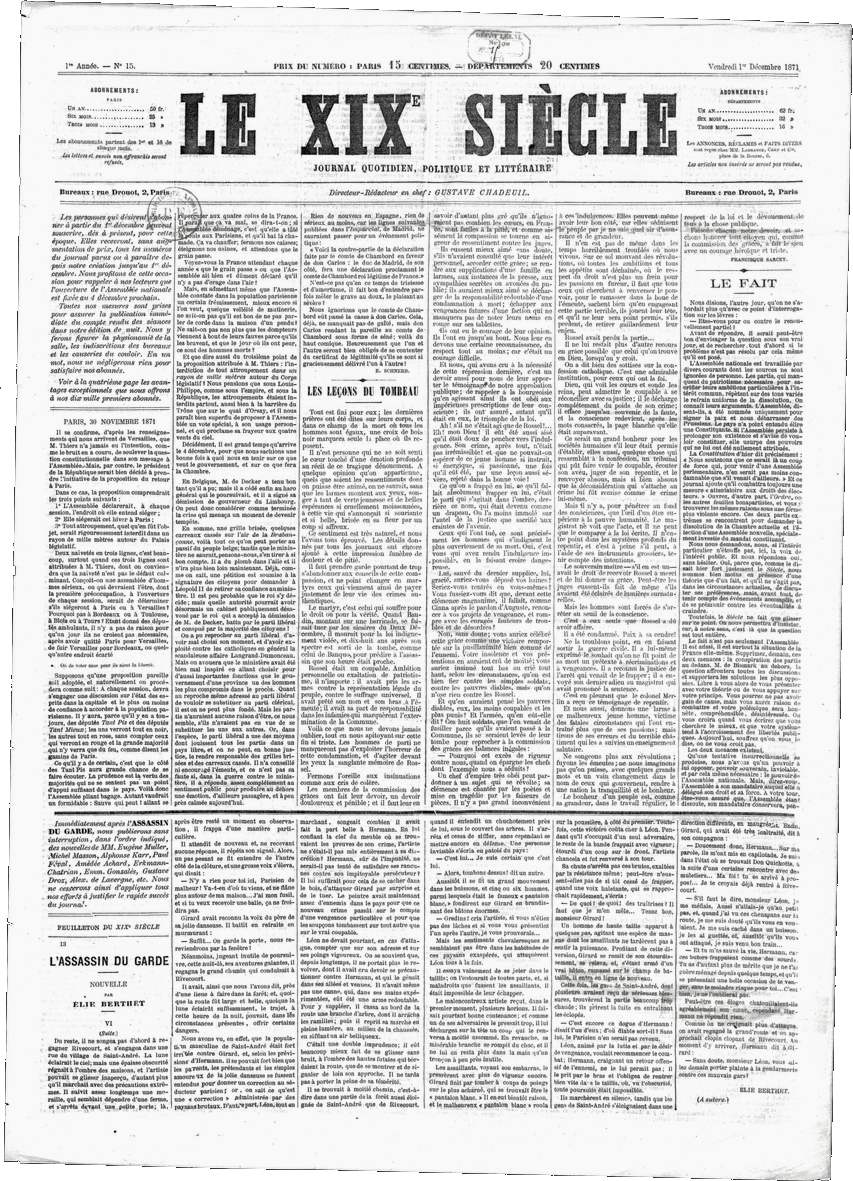
Le XIX^{e} siècle vom 1. Dezember 1871

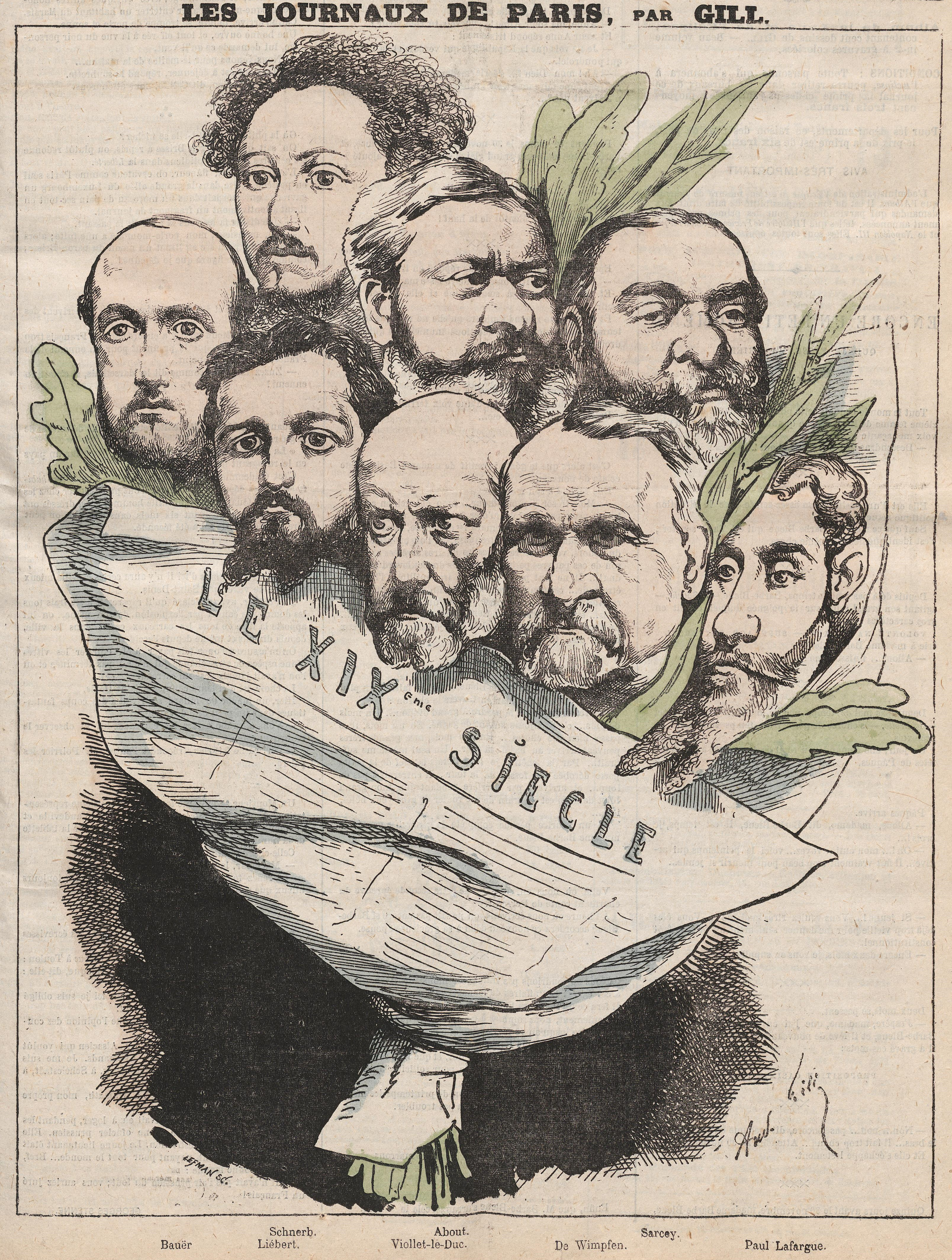
Le XIX^{e} siècle (L’Éclipse, 6. Dezember 1874)

Le XIXe siècle war eine französische Tageszeitung, die von 1871 bis 1921 in Paris erschien.

## Geschichte
Le XIXe siècle wurde am 17. November 1871 in Paris von Gustave Chadeuil gegründet. Chadeuil kam von Le Siècle und leitete die Zeitung La Bourse. Die Zeitung war republikanisch, konservativ und antiklerikal und wurde von einem akademischen Publikum wegen ihrer Seriosität geschätzt. Sie wurde für 5 Centimes für 4 Seiten verkauft. Francisque Sarcey war einer der ersten Redakteure.
Seit Mai 1872 wurde die Zeitung von Edmond About geleitet und stellte sich in der Krise vom 16. Mai 1877 gegen den Präsidenten der Republik, Marschall de Mac-Mahon. Sie engagierte sich in der anschließenden Wahlkampagne gegen die Konservativen.
Nach 1880 ging es mit dem Titel bergab. Zwischen 1881 und 1884 sank die Auflage von 26.000 auf 10.000 Exemplare. Édouard Portalis, der Nachfolger von Edmond About deckte zahlreiche Skandale auf und startete heftige Kampagnen gegen Spielclubs. Dies belebte die Zeitung wieder, führte jedoch im Februar 1895 zu einem Prozess, der als „Erpresseraffäre“ bekannt wurde, und in dem die Zeitung und ihre Direktoren verurteilt wurden. Portalis hinterließ ein Loch von fast einer Million Francs. Er wurde wegen dieser Erpressungsaffäre strafrechtlich verfolgt, wählte das Exil und wurde in absentia zu 5 Jahren Gefängnis und 3000 Francs Geldstrafe verurteilt.
1899 wurde die Zeitung unter gerichtliche Verwaltung gestellt und mit Le Rappel zusammengelegt, wo sie bis 1921 überlebte. Charles Simon war unter dem Pseudonym „Fabrice“ Redakteur der Zeitung. Die Zeitung wurde am 30. Juni 1921 eingestellt.